# Pulsion partielle
 (avril 2020).
Si vous disposez d'ouvrages ou d'articles de référence ou si vous connaissez des sites web de qualité traitant du thème abordé ici, merci de compléter l'article en donnant les références utiles à sa vérifiabilité et en les liant à la section « Notes et références ».
La notion de pulsion partielle a été introduite par Freud en psychanalyse pour décrire les composantes élémentaires de la pulsion : « partielle » peut se comprendre en deux sens, soit parce que la pulsion est appliquée à une zone particulière du corps (pulsion orale, anale), soit parce qu'elle vise une réalisation particulière qui n'est pas, en soi, une réalisation sexuelle (pulsion scopique). 
La satisfaction d'une pulsion partielle est obtenue à partir de ce particularisme, indépendamment du sujet pris dans sa totalité. La pulsion partielle peut avoir pour cette raison partie liée avec l'auto-érotisme, et plus généralement avec la perversion. Elle s'inscrit dans la théorisation de la sexualité infantile en psychanalyse, présentée par Sigmund Freud en 1905 dans le deuxième des Trois essais sur la théorie de la sexualité.

## Définition
La pulsion partielle se comprend dans la perspective et le mouvement de composition, d'organisation de la pulsion : les pulsions partielles de l'enfance s'organisent à la puberté pour former la sexualité génitale adulte, ou se fixent comme pulsions autonomes pour caractériser la perversion. On trouve la trace pour ainsi dire banale de leur activité antérieure notamment dans les préliminaires amoureux.
Si l'on adopte une perspective généalogique et normalisatrice (toujours un peu suspecte en psychanalyse) on peut dire que les pulsions partielles désignent des pulsions qui ne sont pas encore sexuelles au sens adulte : elles se présentent chez l'enfant sous une forme fragmentaire et divisée, avant d'être unifiées par le narcissisme primaire. Freud les rattache à la pulsion de vie, qu'il appelle Éros : il isole ainsi un stade auto-érotique, lorsque cette pulsion de vie chez l'enfant est orientée sur son propre corps. Seule une partie du corps est alors investie par l'affect.
La zone du corps associée à cet investissement affectif est alors dite Érogène par Freud, qui parle aussi de plaisir d'organe. L'expérience de satisfaction de la pulsion se suffit à elle-même, elle est partielle relativement au reste du corps, qui n'est pas impliqué. Elle fera plus tard partie de la sexualité adulte, et sera associée à la symbolique ou aux préliminaires amoureux par exemple. Si cette pulsion partielle est associée à une pulsion de mort (que Freud nomme thanatos) par un vécu traumatique créant un rejet affectif par exemple, la pulsion partielle peut alors être une source de dérégulation somatique.
Il peut donc y avoir un déséquilibre, une potentielle disharmonie dans la sexualité adulte qui résulte de l'unification de ces pulsions partielles, les cas pathologiques étant d'ailleurs la base de cette théorisation, ce qui est développé dans le premier  des Trois essais sur la théorie de la sexualité où Freud analyse les perversions.

## Origine de l'idée, et évolution du concept
La réunion des pulsions partielles associées à des organes autour du narcissisme primaire pour aller vers une pulsion génitale adulte est théorisée dès l'origine : les déviances pathologiques adultes sont à la base de cette théorisation.
Suivant une investigation à rebours du temps, Freud théorise à partir de la sexualité et du vécu traumatique de ses patients. Il formalise dans la théorie de la séduction l'incidence du trauma dans les pathologies qu'il rencontre, puis abandonne cette idée car, comme il l'explique à son ami Fliess, « il fallait accuser en général le père de perversion » .
En appui sur l'état émotionnel du patient, c'est-à-dire son état d'attirance et de répulsion affective qui peut être considéré indépendamment de la connaissance de la réalité de son passé, selon le modèle de l'opposition pulsion de vie / pulsion de mort dans les affects, il remonte ainsi l'histoire de la sexualité de chacun selon un modèle théorique développé dans le deuxième des Trois essais sur la théorie de la sexualité où
la notion de pulsion partielle est centrale pour étayer sa théorie. Il commence avec l'investissement affectif de la bouche par le nourrisson lors de la tété, qu'il appelle le stade oral, poursuit avec l'expérience d’autonomisation expérimenté par le corps dans le contrôle de ces sphincters qui peuvent livrer ou pas les excréments, c'est le stade anal, et ainsi de suite.
L'analyse de la sexualité infantile et des organisations pré-génitales permet d'assigner selon Freud le fonctionnement chaotique des pulsions partielles au stade auto-érotique, pendant laquelle chaque pulsion partielle cherche sa satisfaction (plaisir d'organe : la pulsion se satisfait là même où elle prend sa source).

## La dynamique d'amphimixie
Cette déconstruction à partir de l'état adulte est la base d'une théorie de la construction de cet état de la sexualité adulte, présenté par Freud dès la création du concept mais aussi reprise et théorisés par d'autres, en particulier sur le mécanisme qui unifie les pulsions partielles.
Cette dynamique d'unification, ou « de fusion des érotismes », où la phase de résolution (c'est-à-dire la satisfaction finale) n'est plus partielle (associée à l'organe), mais se trouve transférée vers la génitalité, est appelée par Ferenczi "amphimixie". S'il concède volontiers la nature empirique de ses déductions, il les rattache néanmoins clairement à des mécanismes biologiques qui restent à identifier pour confirmer cette "intuition" :
« S’agit-il de modes d’innervation empruntés à un organe, voire à deux, par un troisième ? Ou bien s’agit-il de processus chimiques semblables à l’accumulation des produits endocriniens qui se stimulent ou s’inhibent mutuellement ? Sur ces points nous devons reconnaître notre parfaite ignorance. (...) Toute la théorie de la sexualité de Freud est une théorie purement psychanalytique dont les biologistes auront à fournir ultérieurement la confirmation physiologique. »